# Klawiatura AT
Klawiatura typu AT – klawiatura komputerowa z 84 klawiszami wprowadzona razem z komputerem IBM PC/AT.
Jest następczynią 83 klawiszowej klawiatury typu XT, wprowadzono w niej dodatkowy klawisz System request. Nie posiada wielu funkcji dostępnych w nowoczesnych klawiaturach takich jak klawisze strzałek i podwójne klawisze ctrl i alt. Klawiatura AT została później zastąpiona przez 101 klawiszową klawiaturę rozszerzoną. Mimo tego, nazwa „klawiatura AT” pozostaje popularną nazwą dla klawiatur używających 5 pinowego złącza DIN, które potem zostało zastąpione przez złącze PS/2 oraz USB.

## Rozkład pinów
1. Zegar
2. Dane
3. Niepodłączone
4. Masa
5. +5 VDC